# بثينة شعبان
بثينة شعبان (مواليد 1953)، سياسية سورية، عملت كمستشارة سياسية وإعلامية للرئاسة في عهد بشار الأسد حتى الإطاحة به عام 2024. شغلت منصب أول وزيرة للمغتربين في الجمهورية العربية السورية بين عامي 2002 و2008، ووصفت بأنها وجه الحكومة السورية للعالم الخارجي في ذلك الوقت. صدرت لها العديد من المؤلفات والكتب باللغتين الإنكليزية والعربية.

## حياتها وتعليمها
ولدت في قرية المسعودية بحمص، وهي عضو في الفرع القطري السوري لحزب البعث العربي الاشتراكي منذ سن السادسة عشرة، تلقت تعليمها في بريطانيا وحصلت على درجة الدكتوراه في الأدب الإنجليزي من جامعة ووريك. وهي متزوجة من الدكتور العراقي خليل جواد، ولهما ابنتان وابن.

## المسيرة المهنية
في عام 1988، بدأت بثينة شعبان عملها في وزارة الخارجية السورية كمترجمة، بالتزامن مع استمرارها في مهنى التدريس. وبرزت في مجال السياسة والعلاقات الدبلوماسية عندما اعتمدها الرئيس السوري السابق حافظ الأسد مترجمةً خلال محادثاته عام 1994 مع وزير الخارجية الأمريكي حينها وارن كريستوفر بخصوص عملية السلام التي بدأت في مؤتمر مدريد عام 1991. كما أدت دورها مترجمةً خلال اجتماعات الأسد مع الرئيس الأمريكي بيل كلينتون في جنيف في العام نفسه.
كان حافظ الأسد هو من قدم بثينة إلى الساحة الإعلامية، بينما كان بشار الأسد هو من أدخلها إلى الدائرة الضيقة للنظام بعد توليه الحكم بعامين. فقد عيّنها عام 2002 لتدير قسم الإعلام الخارجي في وزارة الخارجية، ما عزز مكانتها في النظام.
وفي سبتمبر/أيلول 2003، شغلت بثينة منصب وزيرة شؤون المغتربين، لتدخل الحكومة السورية للمرة الأولى. وفي يوليو/تموز 2008، أصبحت مستشارة سياسية وإعلامية للرئاسة بمرتبة وزير، وهي رتبة لم يحصل عليها من سبقها في هذا المنصب، ما عزز دورها في محيط صناع القرار.
مع اندلاع الاحتجاجات في سوريا في مارس/آذار 2011، قدمت بثينة الرد الرسمي الأول للنظام بشأن مجزرة درعا. ولكن بدلاً من توضيح تفاصيل ما حدث، ركزت تصريحاتها على وعود بإقرار قانون جديد للأحزاب وزيادة الرواتب، بالإضافة إلى دراسة إمكانية إنهاء حالة الطوارئ، في وقت كان العالم ينتظر إجراءات حاسمة وواضحة.
كانت بثينة مدافعة قوية عن النظام السوري، ورفضت بشدة السماح لوسائل الإعلام العربية والغربية بدخول البلاد لتغطية الأحداث، متهمةً تلك الوسائل بتضخيم الوقائع ومحاولة إثارة الفتن الطائفية. هذا الدور الإعلامي عزز مكانتها كواجهة إعلامية للنظام، خاصة مع تراجع ظهور شخصيات بارزة مثل نائب الرئيس فاروق الشرع.
وفي 26 حزيران 2012 فرض الاتحاد الأوروبي عقوبات على بثينة إلى جانب عدد من المسؤولين السوريين على خلفية الجرائم التي ارتكبها النظام السوري بحق نشطاء الثورة السورية.

## أعمالها الأدبية
- باليمين والشمال: نساء عربيات يتحدثن عن أنفسهن" (نشرته بالإنكليزية 1988).[5]
- مئة عام من الرواية النسائية العربية" (1999).
- المرأة العربية في القرن العشرين" (2000).
- عشرة أعوام مع حافظ الأسد 1990-2000.
- مأزق التدخل الأميركي وإمكانات الفعل العربي: نبضات ورؤى" (2006).
- مذكرات دمشق: القصة الحقيقية لدبلوماسية حافظ الأسد من أجل السلام 1990-2000، (بالإنكليزية 2012).

## جوائز
حصلت بثينة في عام 2005 على جائزة "المرأة الأكثر تميزاً في منصب حكومي" من جامعة الدول العربية.